# Frank Martin
Den här sidan handlar om den nederländske tonsättaren. För den svenske militären och författaren, se Frank Hugo Martin.
Frank Martin, född den 15 september 1890 i Genève, död den 21 november 1974 i Naarden, schweizisk tonsättare som levde en stor del av sitt liv i Nederländerna.

## Biografi
Martin föddes i Genève som den yngste av tio syskon. Hans far var präst. Redan innan han började skolan spelade han piano och improviserade. Vid nio års ålder komponerade han sånger som till formen var fullt utvecklade trots att han inte fått någon undervisning i harmoni- eller formlära. Vid 12 års ålder lyssnade han till Bachs Matteuspassion, ett framförande som gjorde starkt intryck, och Bach kom att bli hans stora förebild.
Frank Martin studerade matematik och fysik vid universitetet i två år och studerade vid sidan av komposition och pianospel för Joseph Lauber. Från 1918 till 1926 bodde han i Zürich, Rom och Paris. Kompositioner från denna tid vittnar om ett sökande efter ett eget musikaliskt språk. 1926 grundade han Société de Musique de Chambre de Genève som han ledde som pianist och cembalist i tio år. Under denna tid undervisade han också i teori och improvisation vid dalcrozeinstitutet och i kammarmusik vid konservatoriet i Genève.
Han var föreståndare för Technicum Moderne de Musique från 1933 till 1940 och ordförande i schweiziska musikerföreningen från 1942 till 1946. Detta år flyttade han till Nederländerna för att få mer tid till komponerande. I tio år bodde han i Amsterdam och slog sig sedan ned i Naarden.
Mellan 1950 och 1957 undervisade han i komposition vid Staatliche Hochschule für Musik i Köln. Han upphörde med undervisningen för att helt ägna sig åt komponerandet och lämnade det bara för korta kammarmusikturnéer eller dirigering av sina egna verk.
Han utvecklade en stil baserad på Arnold Schönbergs tolvtonsteknik efter att ha blivit intresserad av denna omkring 1932, men han blev aldrig till fullo hängiven denna teknik.
I Sverige är det framför allt mässan för dubbelkör som ofta framförs och som rönt stor popularitet.
Han arbetade på sin sista kantat Et la vie l'emporta till tio dagar före sin död i Naarden.

## Verkförteckning

### Symfoniska verk
- Trois poèmes païens för baryton och stor orkester till text av Leconte de Lisle (1910)
- Suite pour orchestre (1913)
- Symphonie pour orchestre burlesque (1915)
- Esquisse pour orchestre (1920)
- Pavane couleur du temps (1920)
- Rythmes (1924–26)
- Pianokonsert nr 1 (1933–34)
- Danse de la Peur för två pianon och liten orkester (1935)
- Symphonie pour grand orchestre (1936–37)
- Ballade pour saxophone (1938)
- Du Rhône au Rhin (1939)
- Ballade pour flûte (1939)
- Ballade pour piano et orchestre (1939)
- Ballade pour trombone et petit orchestre (1941)
- Ballade pour flûte et orchestre à cordes et piano (1941)
- Der Cornet för kontraalt och liten orkester, text av Rainer Maria Rilke (1942–45)
- Sechs Monologe aus Jedermann för baryton och orkester, text av Hugo von Hofmannsthal (1943–44)
- Petite Symphonie Concertante för harpa, cembalo, piano och två stråkorkestrar (1944–45)
- Symphonie Concertante för stor orkester (1946)
- Ouverture pour Athalie (1946)
- Ballade pour violoncelle et petit orchestre (1949)
- Concerto pour sept instruments à vents (1949)
- Violinkonsert (1950–51)
- Cembalokonsert (1951–52)
- Sonata da Chiesa för viola d'amore och liten orkester (1952)
- Passacaille, version för stråkorkester (1952
- Etudes pour orchestre à cordes (1955–56)
- Ouverture en hommage à Mozart (1956)
- Ouverture en rondeau (1958)
- Sonata da Chiesa, version för flöjt och stråkorkester (1958)
- Trois fragments de l'opéra ”Der Sturm” för baryton och orkester (1960)
- Passacaille, version för stor orkester (1962)
- Les Quatres Eléments, symfoniska etyder för stor orkester (1963–64)
- Cellokonsert (1965-66)
- Pianokonsert nr 2 (1968–69)
- Maria-Triptychon: Ave Maria – Magnificat – Stabat Mater för sopran, violin och orkester (1968)
- Erasmi Monumentum för stor orkester och orgel (1969)
- Trois danses för oboe, harpa, stråkkvartett och stråkorkester (1970)
- Ballade pour alto et orchestre à vents (1972)
- Polyptyque för violin och två stråkorkestrar (1973)

### Körverk
- Mässa för dubbelkör a cappella (1922 & 1926)
- Cantate pour le Temps de Noël för solister, blandad kör, gosskör, orgel, cembalo och stråkar, bibliska texter (1929–30)
- In terra pax för solister, två blandade körer, flickkör och orkester, kort oratorium baserat på bibliska texter (1944)
- Golgotha, passionsoratorium för solister, blandad kör, orgel och orkester(1945–48)
- Ariel, sånger för blandad kör a cappella till text av William Shakespeare (1950)
- Mystère de la Natavité, juloratorium för solister, liten blandad kör, manskör, stor blandad kör och stor orkester, till text av Arnoul Gréban (1957 & 1959)
- Psaumes de Genève, kantat för blandad kör, barnkör, orgel och orkester (1958)
- Pilate, kort oratorium för baryton, mezzosopran, tenor, bas, blandad kör och orkester, till text av Arnoul Gréban (1964)
- Requiem för solister, blandad kör, orgel och orkester (1971–72)

### Vokalmusik
- Le Vin Herbé för vokal och instrumentalensemble, profant oratorium efter Tristan och Isolde av Joseph Bédier (1938 & 1940–41)
- Cantate pour le 1er Aout kantat för vokalkvartett eller vokalensemble och orgel eller piano till text av Charly Clerc (1941)
- Ode à la musique för baryton, blandad kör, trumpet, två horn, tre tromboner, kontrabas och piano till text av Guillaume de Machaut (1961)
- Et la vie l'emporta, kammarkantat för kontraalt, baryton och vokal- och instrumentalensemble (1974)

### Kammarmusik

#### För tre eller fler instrument
- Quintette avec piano (1919)
- Pavane couleur du temps, för två violiner, viola, cello och piano (1920)
- Concerto pour les instruments à vent et le piano för blåsarensemble och piano (1920)
- Trio sur des mélodies populaires irlandaises för piano, violin och cello (1925)
- Rhapsodie för två violiner, två violas och kontrabas (1935)
- Stråktrio (1936)
- Pièce brève för oboe, flöjt och harpa (1957)
- Stråkkvartett (1966–67)

#### För två instrument
- Violinsonat nr 1 (1913)
- Violinsonat nr 2 (1921–32)
- Ballade pour flûte et piano (1939)
- Seconde ballade pour flûte et piano (arrangemang av balladen för saxofon, 1939)
- Ballade pour trombone et piano (1940)
- Petite complainte pour hautbois et piano (1941)
- Ballade pour violoncelle et piano (1949)

#### För ett instrument
- Ouverture et foxtrot för två pianon (1924)
- Guitare, fyra korta stycken för piano (1933)
- Quatre pièces brèves pour guitare (1933)
- Huit Préludes pour le piano (1947–48)
- Clair de Lune för piano (1952)
- Etudes pour deux pianos (1956)
- Esquisse för piano (1965)
- Etude rythmique för piano (1965)
- Fantaisie sur des Rythmes Flamenco för piano (1973)

#### Med sång
- Quatre Sonnets à Cassandre för mezzosopran, flöjt, viola och cello till text av Ronsard (1921)
- Sechs Monologe aus Jedermann för baryton och piano till text av Hugo von Hofmannsthal (1943)
- Dédicace för tenor och piano till text av Ronsard (1945)
- Trois chants de Noël för sopran, flöjt och piano till text av Albert Rudhardt (1947)
- Drey Minnelieder för sopran och piano (1960)
- Poèmes de la Mort för tre mansröster och tre elgitarrer till text av François Villon (1969 & 1971)

### Orgelmusik
- Sonata da Chiesa för viola d'amore och orgel (1938)
- Sonata da Chiesa, version för flöjt och orgel (1941)
- Passacaille för orgel (1944)
- Agnus Dei för orgel (arrangemang av Agnus Dei ur Mässa för dubbelkör,1922 & 1926)
- Trois Chants de Noël för sopran, flöjt och piano eller orgel (1947)
- Agnus Dei ur Requiem för kontraalt och orgel (1971–72)

### Sceniska verk
- La Nique à Satan, folkligt spektakel med text av Albert Rudhardt (1930–31)
- Das Märchen vom Aschenbrödel, balett av Marie-Eve Kreis efter Grimms saga (1941)
- Ein Totentanz zu Basel im Jahre 1943, mim- och dansspektakel (1943)
- Der Sturm opera i 3 akter efter Shakespeares-drama (1952–55)
- Mystère de la Nativité, juloratorium med text av Arnoul Gréban (1957 & 1959)
- Monsieur de Pourceaugnac, musikalisk komedi i 3 akter till text av Molière (1960–62)